# Julius Deppe
Wilhelm Julius Deppe (* 5. Mai 1852 in Oldenburg; † 4. Juni 1911 in Deutsch-Wilmersdorf) war ein deutscher Theaterschauspieler und -regisseur.

## Leben
Deppe, Sohn des Hofmusikers August Heinrich Christian Deppe, war seit Mitte der 1870er Jahre bühnentätig und versuchte sich bald auch als Regisseur. 1880 wirkte er in Rostock, von 1881 bis 1889 am Hoftheater Altenburg, 1890 in Metz, 1891 am Fürstlichen Hoftheater Gera, hierauf acht Jahre am Stadttheater in Straßburg und trat 1900 in den Verband des Lessingtheaters in Berlin, wo er als „Giesecke“ im Weißen Löffel debütierte. Deppe trat an Robert Guthery juniors Stelle und vertrat charakteristische Rollen mit vieler Wirkung. Man lobte seine breite, behagliche Komik, die sich besonders für chargierte Rollen bestens eignete.
Er war mit Sophia Katharina Overlack verheiratet.